# Milano (Brigantony)
Milano è il nono album discografico di Brigan Tony, pubblicato nel 1985.

## Tracce
Testi e musiche di Antonino Caponnetto.
1. Milano – 3:32
2. Ciuri in discoteca – 3:10
3. Edilizia – 4:20
4. Ma quant'è bedda – 3:04
5. Cuore emigrato – 3:00
6. Sicilia – 3:35
7. Piccolo amore mio – 3:20
8. Me ne frego di te – 3:15
9. Ti vorrei in braccio a me – 3:40
10. Sei l'amore – 3:20